# Полтев, Виталий Николаевич
Виталий Николаевич Полтев (род. 6 июня 1945) — советский и российский теннисист, тренер. Мастер спорта СССР, Заслуженный тренер РСФСР, кандидат психологических наук.

## Биография
Родился в 1945 году. В теннис начал играть ещё в детстве, в возрасте восьми лет. Участвовал в московских и всесоюзных соревнованиях сначала среди юношей, затем и среди взрослых. Также принимал участие в чемпионатах СССР (1955—1981 гг.)
Окончил Государственный Центральный ордена Ленина институт физической культуры. Занимался научной деятельностью, имеет степень кандидата психологических наук. Защитил диссертацию на тему «Психилогические особенности спортивного обучения». Является автором ряда статей по вопросам техники и тактики тенниса.
На тренерской работе — с 1967 года. Был членом московских и всесоюзных тренерских советов (1969—1986 гг.). Работал тренером в ЦСКА (1967—1969 гг., 1971—1977 гг.), ДСО «Труд» (1981—1984 гг.) и «Динамо» (1984—1986 гг.), а также в различных частных теннисных клубах (с 1986 г.). Является учредителем и директором «Нового теннисного клуба» в Москве (с 1993 г.).
За годы тренерской работы участвовал в спортивной подготовке множества выдающихся теннисистов. Среди подопечных Виталия Николаевича Полтева ― О. Лифанова, чемпионка Европы и СССР; Д. Ломанов, обладатель Кубка СССР; К. Пугаев, чемпион Кубка Дэвиса.